# Station Springfield
Springfield is een spoorwegstation van National Rail in Fife in Schotland. Het station is eigendom van Network Rail en wordt beheerd door ScotRail. Het station is geopend in 1847.